# Leopold Molinari
Leopold Molinari (* 14. August 1861 in Riva del Garda; † 20. Oktober 1954 in Lienz) war ein österreichischer Politiker der Christlichsozialen Partei (CSP).

## Ausbildung und Beruf
Nach dem Besuch der Volksschule ging er an ein Gymnasium und promovierte später im Studium der Rechte. Er wurde Rechtsanwalt in Lienz.

## Politische Mandate
7. August 1919 bis 9. November 1920: Mitglied der Konstituierenden Nationalversammlung, CSP